# Ashey
Ashey är en by i civil parish Havenstreet and Ashey, på ön Isle of Wight, i grevskapet Isle of Wight i England. Byn är belägen 8 km från Newport. Ashey var en civil parish 1894–1933 när blev den en del av Ryde och Newchurch. Civil parish hade 1 499 invånare år 1931.